# Bob Boozer

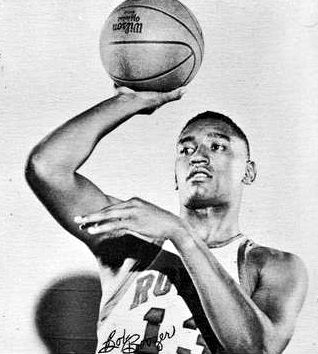
Imagem do ex-jogador norte-americano de basquete Bob Boozer.

Robert Louis Boozer (Omaha, Nebraska, 26 de abril de 1937 — 19 de maio, de 2012) foi um ex-jogador norte-americano de basquetebol da NBA.
Boozer tem segundo grau técnico completo em Omaha. Entre os principais clubes em que jogou estão o New York Knicks, o Los Angeles Lakers em 1965, o Chicago Bulls em 1966, e o Seattle SuperSonics em 1968.
Boozer morreu em Omaha, Nebraska a 19 de maio de 2012.